# Aleksandr Aleksandrovici Fadeev
Aleksandr Aleksandrovici Fadeev (în rusă Александр Александрович Фадеев; n. 11/24 decembrie 1901, Kimry, Gubernia Tver⁠(d), Imperiul Rus – d. 13 mai 1956, Peredelkino, RSFS Rusă, URSS) a fost un prozator rus sovietic.

## Lucrări

### Povestiri
- Revărsarea, (1924) - Razliv;
- Crearea regimentului din Amgun, (1934) - Rojdenie Amgunskogo polka

### Romane
- Înfrângere (1927) - Razgrom; Tradus în română de Marcel Gafton si Maria Roth și publicat în 1960 de ESPLA - Cartea Rusă în col. Biblioteca pentru toți, nr. 43. Acțiunea are loc în timpul Războiului Civil Rus în Orientul Îndepărtat Rus
- Ultimul din Udeghe (1930/1940) - Poslednii iz Udege, neterminat
- Tânăra gardă (1945), (titlul original în rusă: Молодая гвардия, translit. Molodaia gvardia), care excelează prin portretistica psihologică, fermitatea conturului caracterelor, umanitatea vie a personajelor și, deopotrivă, prin evocarea sensibilă a naturii Extremului Orient.[necesită citare]

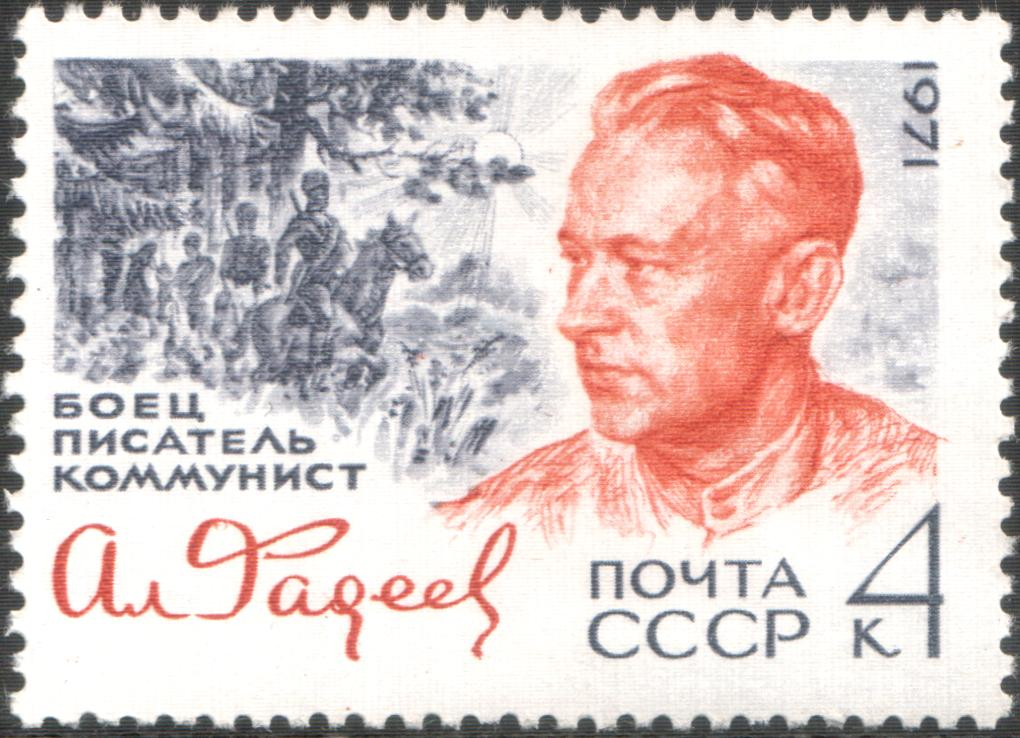
Timbru sovietic omagial din 1971